# Distretto di Konduz
Il distretto di Konduz è un distretto dell'Afghanistan appartenente alla provincia di Konduz. Viene stimata una popolazione di 259.497 abitanti.